# (260235) Attwood
(260235) Attwood est un astéroïde de la ceinture principale.

## Description
(260235) Attwood est un astéroïde de la ceinture principale. Il fut découvert le 12 septembre 2004 à Vail-Jarnac par l'Observatoire Jarnac. Il présente une orbite caractérisée par un demi-grand axe de 3,04 UA, une excentricité de 0,16 et une inclinaison de 1,8° par rapport à l'écliptique.

## Compléments